# Automatic Data Processing
Automatic Data Processing, Inc (ADP, с англ. — «Автоматическая обработка данных») — американская компания, являющаяся поставщиком программного обеспечения и услуг для управления человеческими ресурсами.

## История
В 1949 году Генри Тауб вместе со своим братом Джо Таубом основал компанию Automatic Payrolls, Inc., занимающуюся ручным расчётом заработной платы. Позже к ним присоединился Франк Лаутенберг. В 1957 году Лаутенберг после успешной работы в сфере продаж и маркетинга стал полноправным партнёром двух братьев. В 1961 году компания сменила название на Automatic Data Processing, Inc. (ADP) и начала использовать компьютеры на перфокартах, контрольно-кассовые машины и мейнфреймы. ADP стала публичной в 1961 году, когда услугами компании пользовались 300 клиентов, в штате состояло 125 сотрудников, а годовой доход составлял около 400 000 долл. В 1965 году организация учредила дочернюю компанию в Великобритании. В 1970 году Лаутенберг был назначен на пост президента компании. Также в 1970 году торговля акциями Automatic Data Processing была перенесена с Американской на Нью-Йоркскую фондовую биржу. Франк Лаутенберг приобрёл новаторскую компанию по предоставлению компьютерных онлайн-услуг Time Sharing Limited (TSL) в 1974 году и Cyphernetics в 1975 году. Лаутенберг продолжал исполнять обязанности председателя и генерального директора ADP до своего избрания в Сенат США от штата Нью-Джерси в 1982 году.
В сентябре 1998 года Automatic Data Processing приобрела расположенный в Великобритании компьютерный центр Chessington Computer Center, который предоставлял административные услуги правительству Соединённого Королевства.
Компания Kerridge Computer Co. Ltd., являющаяся поставщиком систем управления для автомобильных дилеров и работающая в основном в Великобритании, была приобретена Automatic Data Processing в 2006 году. В 2007 году группа ADP Brokerage Service Group была выделена в компанию Broadridge Financial Solutions, Inc. В январе 2017 года, Automatic Data Processing приобрела The Marcus Buckingham Company (TMBC).
В октябре 2017 года ADP приобрела Global Cash Card, посредника электронных платежей.
В январе 2020 года ADP приобрела WorkMarket, нью-йоркскую компанию, разрабатывающую программную платформу для помощи предприятиям в управлении фрилансерами, подрядчиками и консультантами.
В 2020 году ADP заняла 227 место в списке Fortune 500, включающем в себя 500 крупнейших корпораций США по размеру выручки. Организация также была включена в список самых уважаемых компаний мира журнала Fortune Magazine в течение 14 лет подряд.
В настоящее время в ADP работает около 58 000 сотрудников по всему миру, а выручка в 2020 финансовом году составила 14,6 млрд долл.

## Выделения и поглощения

### Broadridge Financial Solutions
В 2007 году ADP Brokerage Service Group была выделена в компанию Broadridge Financial Solutions, Inc. Что снизило общую годовую выручку Automatic Data Processing на 2 млрд долл. ADP распределяла одну обыкновенную акцию Broadridge на каждые четыре обыкновенные акции ADP, принадлежащие зарегистрированным акционерам на конец рабочего дня 23 марта 2007 года.

### CDK Global, LLC
В 2010 году ADP приобрела автомобильную маркетинговую компанию Cobalt.
Компания BZ Results (Automotive Dealer Services), победившая в номинации «Инновационная компания года» 2006 года, была приобретена Automatic Data Processing в 2006 году. На тот момент BZ Results оценивалась в 125 миллионов долл. 7 апреля 2014 года ADP уволила несколько сотрудников Dealer Services в ходе реорганизации, а через 3 дня объявила о планах выделения подразделения Dealer Services в качестве отдельной компании. 19 августа 2014 года Automatic Data Processing объявила, что название новой компании после выделения будет CDK Global (аббревиатура от Cobalt, Dealer Services, Kerridge).
S&P и Moody’s понизили рейтинг ADP до AA в апреле 2014 года после выделения подразделения дилерских услуг.